# Koczubijiw
Koczubijiw (ukr. Кочубіїв) – wieś na Ukrainie, w obwodzie chmielnickim, w rejonie kamienieckim, w hromadzie Czemerowce. W 2001 liczyła 1008 mieszkańców, wśród których 1003 wskazało jako język ojczysty ukraiński, a 5 rosyjski.